# William Schenker
William Schenker (* 14. Februar 1958 in Brooklyn) ist ein puerto-ricanischer Skirennläufer. Er startete hauptsächlich in den technischen Disziplinen Riesenslalom und Slalom.

## Karriere
Schenker gab sein internationales Renndebüt am 18. Februar 1995 bei einer FIS-Abfahrt in Crested Butte. Zwei Jahre später nahm er erstmals an einem internationalen Großereignis teil. Bei den Weltmeisterschaften in Sestriere belegte er als beste Platzierung den 35. Rang im Slalom.
Sein bestes Ergebnis bei einem internationalen Rennen erreichte Schenker bei den Olympischen Winterspielen 1998 in Nagano, als er im Slalom den 31. Platz belegte. Dies war zu gleich sein letzter Start bei einem internationalen Skirennen.

## Erfolge

### Olympische Winterspiele
- Nagano 1998: 31. Slalom

### Weltmeisterschaften
- Sestriere 1997: 35. Slalom, 46. Riesenslalom

### Weitere Erfolge
- Eine Platzierung unter den besten 10 bei einem FIS-Rennen